# Herbert Friedman
Herbert Friedman (* 21. Juni 1916 in  Brooklyn, New York; † 9. September 2000 in Arlington, Virginia) war ein US-amerikanischer Physiker.

## Leben
Friedman studierte am Brooklyn College (Bachelor 1936) und promovierte 1940 an der Johns Hopkins University. Ab 1941 und auch noch nach dem Krieg war er in den Forschungslaboratorien der US-Navy, zuerst als Leiter der Elektronenoptik-Abteilung, ab 1958 in der Astrophysik und Weltraumforschung. Von 1963 bis 1980 war er dort Chefwissenschaftler am E.O. Hulbert Center for Space Research, wo er auch nach seiner Emeritierung 1980 blieb. 1966 bis 1969 war er Gastprofessor an der Yale University.
Von 1970 bis 1973 war er im wissenschaftlichen Beratungsgremium des US-Präsidenten (President´s Scientific Advisory Committee, PSAC). Seit 1960 war er Mitglied der National Academy of Sciences und der American Academy of Arts and Sciences. 1964 wurde er zum Mitglied der American Philosophical Society gewählt.
Friedman lieferte bedeutende Beiträge in der Sonnenphysik, Aeronomie und Astronomie. Darüber hinaus forschte er über Anwendungen der Röntgenstrahlung in der Materialforschung.
1949 entdeckte er die Röntgenstrahlung der Sonne.

## Ehrungen
- 1964 Eddington-Medaille
- 1968 National Medal of Science
- 1983 Henry Norris Russell Lectureship
- 1987 Wolf-Preis in Physik

## Schriften
- Die Sonne, Spektrum Verlag 1987
- Der Blick in die Unendlichkeit („The Astronomer's Universe“), Droemer Knaur 1991